# Дідук Віктор Іванович
Дідук Віктор Іванович (8 липня 1957) — радянський академічний веслувальник.
Срібний призер Олімпійських Ігор 1988 року в складі вісімки.
Чемпіон світу 1985 року в складі вісімки, срібний призер 1986 року в складі вісімки, бронзовий призер 1982 року в складі вісімки.
Переможець ігор Дружба-84 у складі вісімки.